# Gran Premi del Brasil del 2016

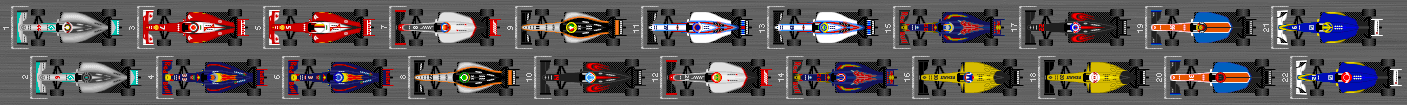
Graella de sortida.

El Gran Premi del Brasil de Fórmula 1 de la temporada 2016 s'ha disputat al circuit d'Interlagos, de l'11 al 13 de novembre del 2016.

## Resultats de la qualificació
| Pos                  | No | Pilot             | Constructor               | Part 1   | Part 2   | Part 3   | Sortida |
| -------------------- | -- | ----------------- | ------------------------- | -------- | -------- | -------- | ------- |
| 1                    | 44 | Lewis Hamilton    | Mercedes                  | 1:11.511 | 1:11.238 | 1:10.736 | 1       |
| 2                    | 6  | Nico Rosberg      | Mercedes                  | 1:11.815 | 1:11.373 | 1:10.838 | 2       |
| 3                    | 7  | Kimi Räikkönen    | Ferrari                   | 1:12.100 | 1:12.301 | 1:11.404 | 3       |
| 4                    | 33 | Max Verstappen    | Red Bull Racing-TAG Heuer | 1:11.957 | 1:11.834 | 1:11.485 | 4       |
| 5                    | 5  | Sebastian Vettel  | Ferrari                   | 1:12.159 | 1:12.010 | 1:11.495 | 5       |
| 6                    | 3  | Daniel Ricciardo  | Red Bull Racing-TAG Heuer | 1:12.409 | 1:12.047 | 1:11.540 | 6       |
| 7                    | 8  | Romain Grosjean   | Haas-Ferrari              | 1:12.893 | 1:12.343 | 1:11.937 | 7       |
| 8                    | 27 | Nico Hülkenberg   | Force India-Mercedes      | 1:12.428 | 1:12.360 | 1:12.104 | 8       |
| 9                    | 11 | Sergio Pérez      | Force India-Mercedes      | 1:12.684 | 1:12.331 | 1:12.165 | 9       |
| 10                   | 14 | Fernando Alonso   | McLaren-Honda             | 1:12.700 | 1:12.312 | 1:12.266 | 10      |
| 11                   | 77 | Valtteri Bottas   | Williams-Mercedes         | 1:12.680 | 1:12.420 |          | 11      |
| 12                   | 21 | Esteban Gutiérrez | Haas-Ferrari              | 1:13.052 | 1:12.431 |          | 12      |
| 13                   | 19 | Felipe Massa      | Williams-Mercedes         | 1:12.432 | 1:12.521 |          | 13      |
| 14                   | 26 | Daniil Kvyat      | Toro Rosso-Ferrari        | 1:13.071 | 1:12.726 |          | 14      |
| 15                   | 55 | Carlos Sainz Jr.  | Toro Rosso-Ferrari        | 1:12.950 | 1:12.920 |          | 15      |
| 16                   | 30 | Jolyon Palmer     | Renault                   | 1:13.259 | 1:13.258 |          | 16      |
| 17                   | 22 | Jenson Button     | McLaren-Honda             | 1:13.276 |          |          | 17      |
| 18                   | 20 | Kevin Magnussen   | Renault                   | 1:13.410 |          |          | 18      |
| 19                   | 94 | Pascal Wehrlein   | MRT-Mercedes              | 1:13.427 |          |          | 19      |
| 20                   | 31 | Esteban Ocon      | MRT-Mercedes              | 1:13.432 |          |          | 221     |
| 21                   | 9  | Marcus Ericsson   | Sauber-Ferrari            | 1:13.623 |          |          | 20      |
| 22                   | 12 | Felipe Nasr       | Sauber-Ferrari            | 1:13.681 |          |          | 21      |
| 107% temps: 1:16.516 |    |                   |                           |          |          |          |         |
| Font:                |    |                   |                           |          |          |          |         |

Notes
- ^1  – Esteban Ocon va ser penalitzat amb 3 llocs a la graella de sortida per destorbar Jolyon Palmer a la Q1.

## Resultats de la Cursa
| Pos   | No | Pilot             | Constructor               | Voltes | Temps / Retirada | Pos.Sortida | Punts |
| ----- | -- | ----------------- | ------------------------- | ------ | ---------------- | ----------- | ----- |
| 1     | 44 | Lewis Hamilton    | Mercedes                  | 71     | 3h 01: 01 .335   | 1           | 25    |
| 2     | 6  | Nico Rosberg      | Mercedes                  | 71     | + 11.455 s       | 2           | 18    |
| 3     | 33 | Max Verstappen    | Red Bull Racing-TAG Heuer | 71     | + 21.481 s       | 4           | 15    |
| 4     | 11 | Sergio Pérez      | Force India-Mercedes      | 71     | + 25.346 s       | 9           | 12    |
| 5     | 5  | Sebastian Vettel  | Ferrari                   | 71     | + 26.334 s       | 5           | 10    |
| 6     | 55 | Carlos Sainz Jr.  | Toro Rosso-Ferrari        | 71     | + 29.160 s       | 15          | 8     |
| 7     | 27 | Nico Hülkenberg   | Force India-Mercedes      | 71     | + 29.827 s       | 8           | 6     |
| 8     | 3  | Daniel Ricciardo  | Red Bull Racing-TAG Heuer | 71     | + 30.486 s1      | 6           | 4     |
| 9     | 12 | Felipe Nasr       | Sauber-Ferrari            | 71     | + 42.620 s       | 21          | 2     |
| 10    | 14 | Fernando Alonso   | McLaren-Honda             | 71     | + 44.432 s       | 10          | 1     |
| 11    | 77 | Valtteri Bottas   | Williams-Mercedes         | 71     | + 45.292 s       | 11          |       |
| 12    | 31 | Esteban Ocon      | MRT-Mercedes              | 71     | + 45.809 s       | 22          |       |
| 13    | 26 | Daniil Kvyat      | Toro Rosso-Ferrari        | 71     | + 51.192 s       | 14          |       |
| 14    | 20 | Kevin Magnussen   | Renault                   | 71     | + 51.555 s       | 18          |       |
| 15    | 94 | Pascal Wehrlein   | MRT-Mercedes              | 71     | + 1:00.498 min.  | 19          |       |
| 16    | 22 | Jenson Button     | McLaren-Honda             | 71     | + 1:21.994 min.  | 17          |       |
| Ret   | 21 | Esteban Gutiérrez | Haas-Ferrari              | 60     | Prob. Elèctrics  | 12          |       |
| Ret   | 19 | Felipe Massa      | Williams-Mercedes         | 46     | Accident2        | 13          |       |
| Ret   | 30 | Jolyon Palmer     | Renault                   | 20     | Col´lisió        | 16          |       |
| Ret   | 7  | Kimi Räikkönen    | Ferrari                   | 19     | Accident         | 3           |       |
| Ret   | 9  | Marcus Ericsson   | Sauber-Ferrari            | 11     | Accident         | 20          |       |
| DNS   | 8  | Romain Grosjean   | Haas-Ferrari              | 0      | Accident         | —3          |       |
| Font: |    |                   |                           |        |                  |             |       |

Notes
- ^1  — Daniel Ricciardo va rebre una penalització de 5 segons per entrar al pit lane quan aquest estava tancat.[2]
- ^2  — Felipe Massa va rebre una penalització de 5 segons per sobrepassar la línia de seguretat del pit lane[2]
- ^3  — Romain Grosjean va xocar a l'entrada del pit lane a la volta de formació de la graella.